# Ischasia exigua
Ischasia exigua är en skalbaggsart som beskrevs av Fisher 1947. Ischasia exigua ingår i släktet Ischasia och familjen långhorningar.
Artens utbredningsområde är Venezuela. Inga underarter finns listade i Catalogue of Life.